# سیکلاربامات
سیکلاربامات (انگلیسی: Cyclarbamate) یک شل کننده و آرام بخش عضلانی از خانواده کاربامات است.